# Корашпіц
Корашпіц (нім. Koraspitz) — гора в Ліхтенштейні, висотою — 1 927 м. Ця гора належить до гірського масиву Ретікон в Східних Альпах.
Гора розташована в південній частині Ліхтенштейну. На південь від столиці країни — Вадуца, в її підніжжі розкинулася комуна-община Трізенберг і відома історична місцина: «прочинені двері Альп» - село Вангерберг.